# Santoro (cognome)
Santoro è un cognome di lingua italiana.

## Varianti
Santorio, Santori, Santoru, Santorum, Santorelli, Santoriello, Santorini

## Origine e diffusione
Deriva dal nome proprio di persona Santoro.
È diffuso in tutta Italia, e si colloca al ventiseiesimo posto tra i cognomi più frequenti nella penisola. Portato da oltre 10.000 famiglie, le regioni in cui è più presente sono quelle meridionali, in particolare Puglia, Campania e Sicilia.

## Persone
- Giuseppe Santoro (1894-1975), generale e aviatore italiano
- Marco Santoro (1949-2017), bibliografo, critico letterario e accademico italiano
- Michele Santoro (1951), giornalista e conduttore televisivo italiano